# Heligmomerus wii
Espèce
Heligmomerus wii est une espèce d'araignées mygalomorphes de la famille des Idiopidae.

## Distribution
Cette espèce est endémique d'Uttarakhand en Inde,. Elle se rencontre vers Dehradun.

## Description
Le mâle holotype mesure 11,82 mm.

## Étymologie
Son nom d'espèce lui a été donné en référence au lieu de sa découverte, le Wildlife Institute of India.

## Publication originale
- Siliwal, Hippargi, Yadav & Kumar, 2020 : « Five new species of trap-door spiders (Araneae: Mygalomorphae: Idiopidae) from India. » Journal of Threatened Taxa, vol. 12, no 13, p. 16775-16794 (texte intégral).